# یواس‌اس یوما (ای‌تی-۹۴)
یواس‌اس یوما (ای‌تی-۹۴) (به انگلیسی: USS Yuma (AT-94)) یک کشتی بود که طول آن ۲۰۵ فوت (۶۲ متر) بود. این کشتی در سال ۱۹۴۳ ساخته شد.